# Plungė (Familienname)
Plungė ist ein litauischer männlicher Familienname, abgeleitet von Plungė.

## Weibliche Formen
- Plungienė, verheiratet
- Plungytė, ledig

## Personen
- Gintautas Jurgis Plungė (* 1938),  Schachtrainer und Schiedsrichter